# Peter Wyss
Peter Wyss (* 1925; † 18. November 2000) war ein Schweizer Radiojournalist.
Wyss leitete von 1974 bis 1987 das Studio Basel von Radio DRS, von 1964 bis 1985 war er Leiter des Ressorts Information. Er moderierte mit Hans Hausmann die Unterhaltungssendungen Muggedätscher und Schlangefänger, die als Strassenfeger der fünfziger Jahre gelten. Ab März 1963 präsentierte er im SRF auch nach dem Radiovorbild die Fernsehsendung TV-Muggedätscher. Ende der 1960er Jahre kommentierte er die Mondlandungen.